# Evangelische Kirche (Sterbfritz)

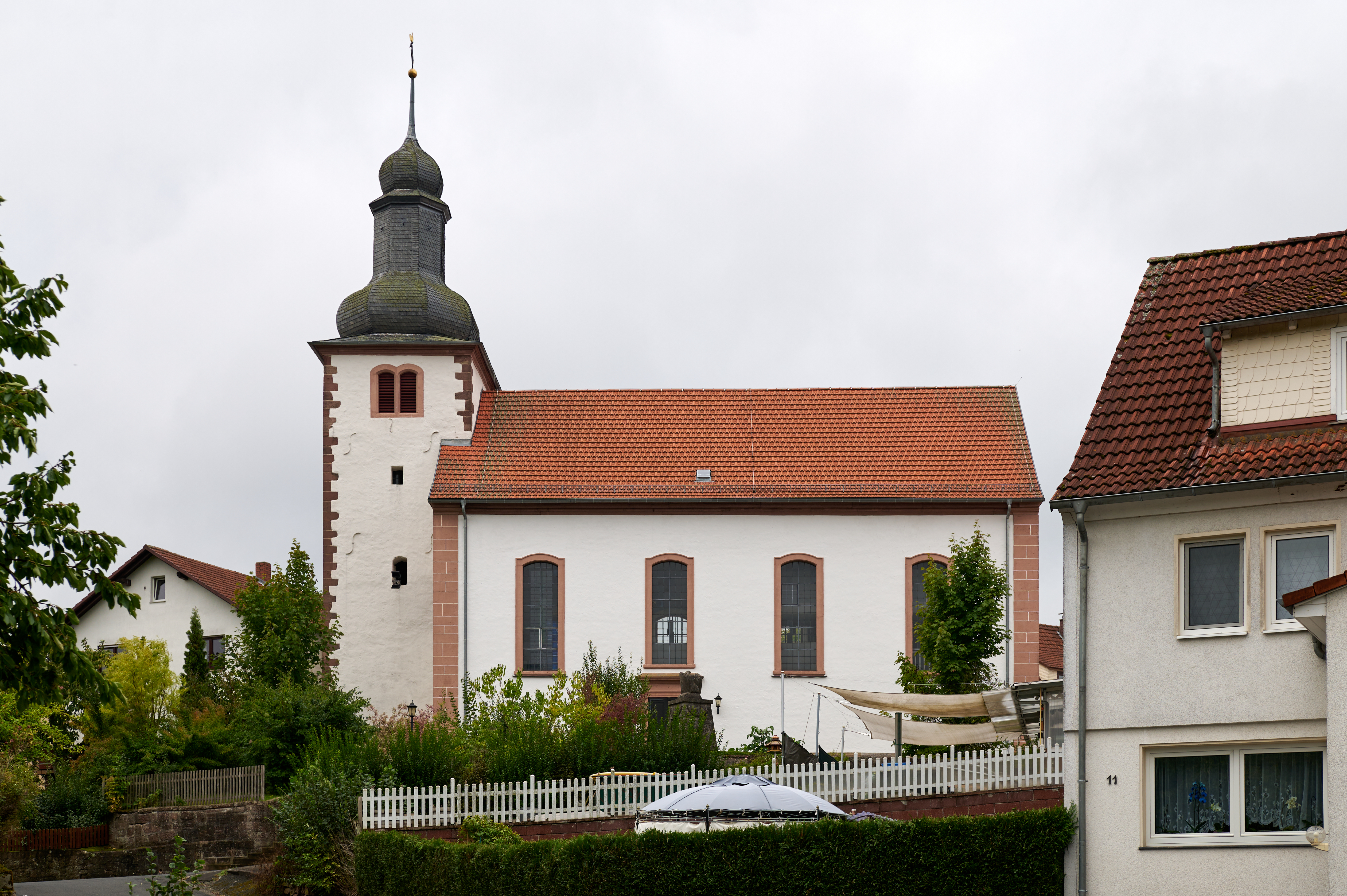
Außenansicht (2022)

Die Evangelische Kirche Sterbfritz ist ein ortsbildprägendes Kirchengebäude in Sterbfritz, einem Ortsteil der Gemeinde Sinntal im Main-Kinzig-Kreis, (Hessen). Die Kirche gehört zur Christusgemeinde in Sinntal und Marjoß im Kooperationsraum Sinntal des Kirchenkreises Kinzigtal im Sprengel Hanau-Hersfeld der Evangelischen Kirche von Kurhessen-Waldeck.

## Geschichte

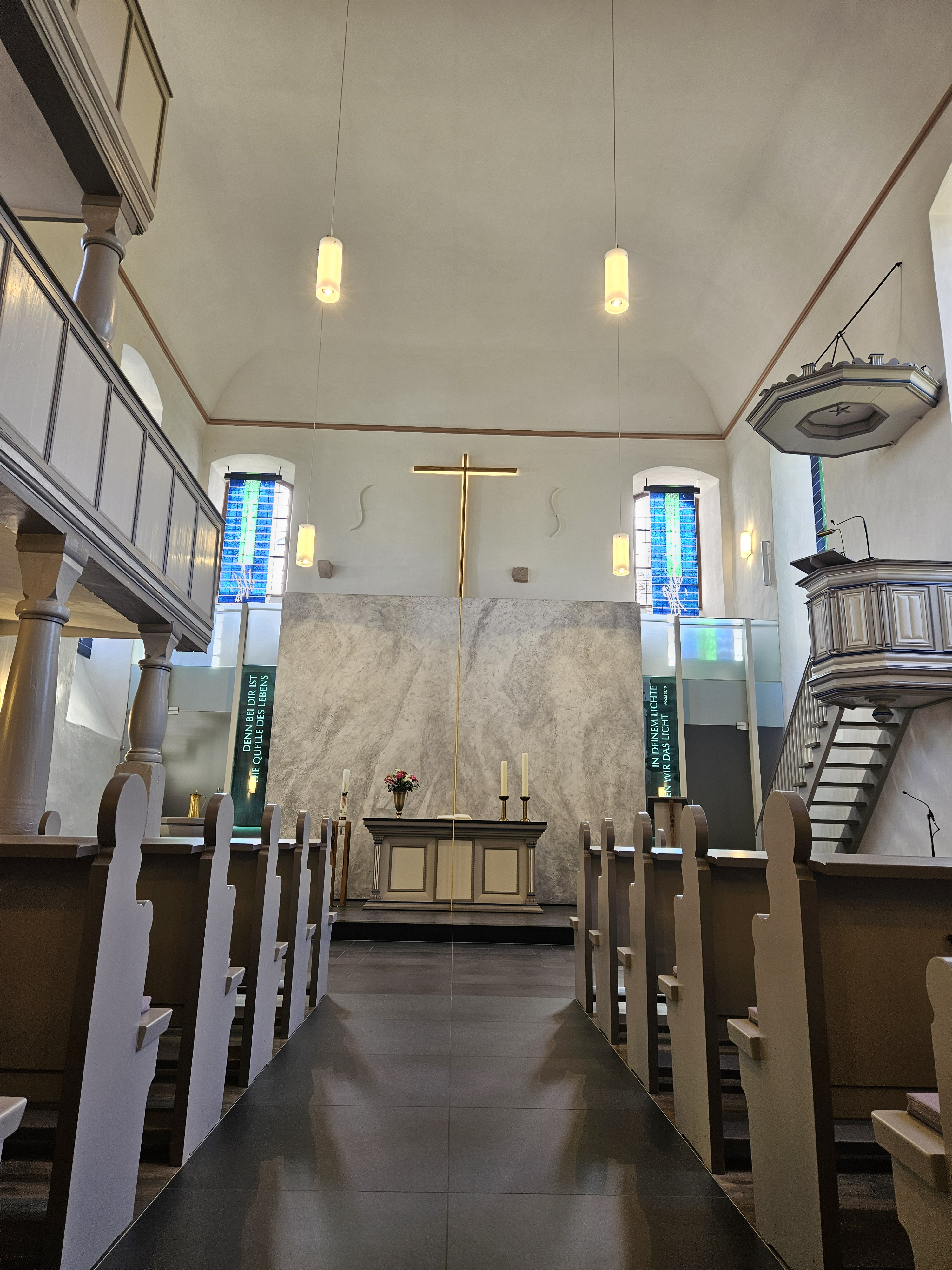
Kirchenschiff (2025)

Im Mittelalter gehörte die Kirche von Sterbfritz, erstmals erwähnt 1167, zur Pfarrei Ramholz. Das Kirchenpatronat lag beim Kloster Schlüchtern. Um die Mitte des 16. Jahrhunderts führten die Grafen von Hanau-Münzenberg in ihren Ländern die Reformation – zunächst in ihrer lutherischen Ausrichtung – ein („cuius regio, eius religio“). 1593 setzte Graf Philipp Ludwig II. die reformierte Konfession durch. In nachreformatorischer Zeit gehörte die Gemeinde in Sterbfritz zum Dekanat Schwarzenfels (damalige Bezeichnung: Protestantische Pfarrei der Klasse Schwarzenfels). Von 1648 bis 1683 gehörte die Kirchengemeinde zur Pfarrei Mottgers. Seit 1663 amtierte wieder ein Pfarrer in Sterbfritz. Die Gemeinde von Breunings war hierher eingepfarrt.
Die Kirche wurde 1729 errichtet und ersetzte die mittelalterliche Vorgängerkirche. Der markante Glockenturm mit barocker Zwiebelhaube trägt die Jahreszahl 1588. Im Jahr 2015 wurde das Kircheninnere umfassend renoviert und erhielt eine völlig neue künstlerische Gestaltung. Das moderne Farbkonzept verbindet ein nüchternes Grau mit verschiedenen blauen Farbakzenten sowie besonders abgesetzten und beleuchteten Bibelversen.

## Orgel

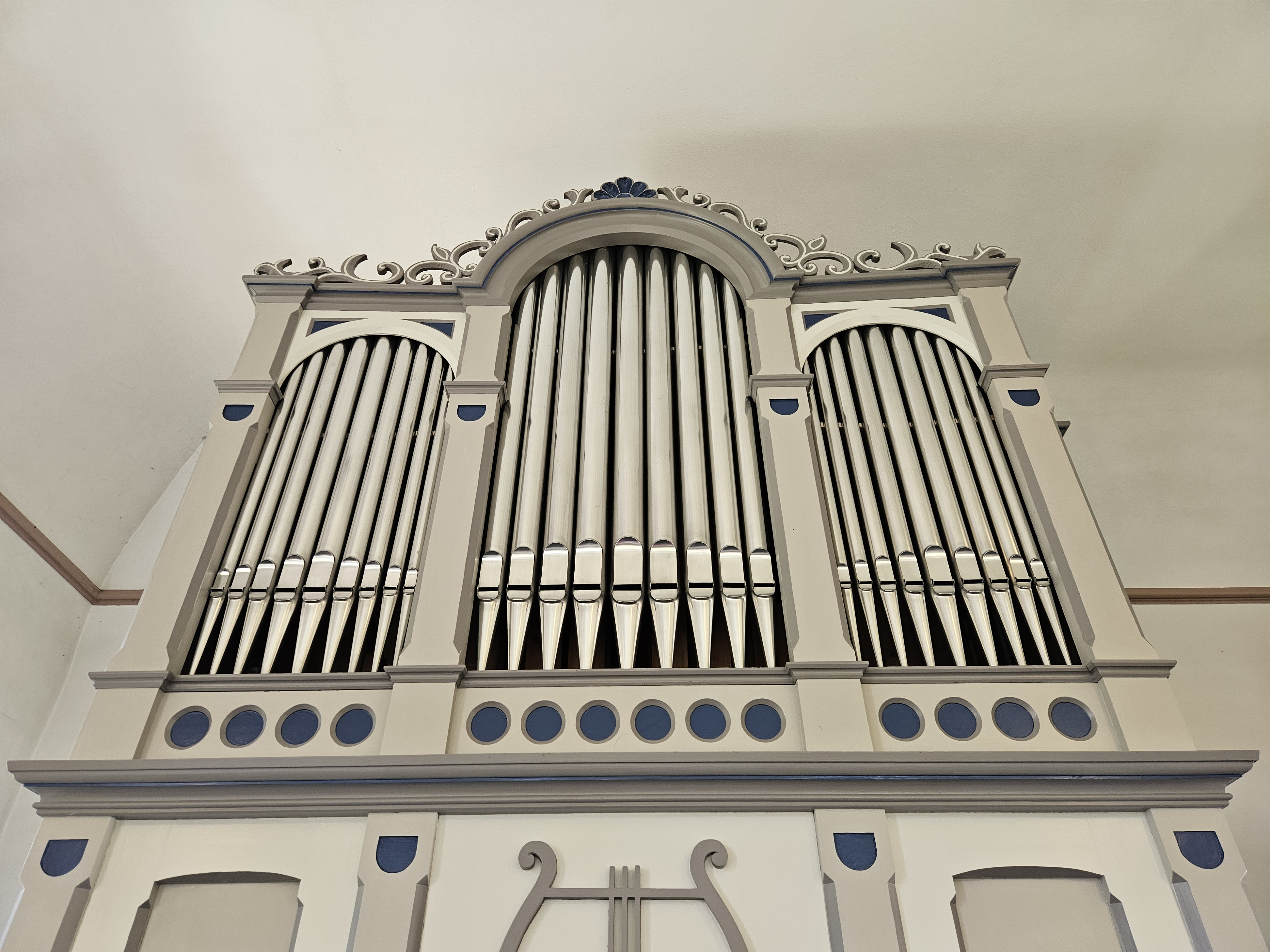
Orgelprospekt (2025)

Im 18. Jhd. war eine Orgel mit 11 Registern vorhanden, welche 1837 durch Georg Link aus Reinhards umgebaut wurde.
Um 1880 baute Ernst Röver aus Hausneindorf bei Quedlinburg eine Orgel mit nachklassizistischen Rundbogenfeldern, welche eine Kastenlade ohne Registerkanzellen (Röver-Lade) besitzt, die mit Registersteuerung durch Leisten und Tonsteuerung durch pneumatische Taschen funktionierte und auf der Altarempore stand. Diese wurde 1968 durch Otto Hoffmann (Ostheim vor der Rhön) nach einem Plan von Pfarrer und Orgelsachverständigem Ernst Karl Rößler (Hohenzell) umgebaut und auf die Rückempore versetzt.
1997 erfolgte ein Neubau durch Orgelbau Werner Bosch (Niestetal) Opus 893 in das erweiterte historische Gehäuse, wobei einige alte Register wiederverwendet wurden, welche teils aufwendig wiederhergestellt werden mussten. Die Disposition wurde durch KMD Gunther Martin Göttsche und KMD Jürgen Hessel erarbeitet. Das Instrument hat eine mechanische Traktur und besitzt 18 Register, von denen einige aus dem Vorgängerinstrument übernommen wurden.

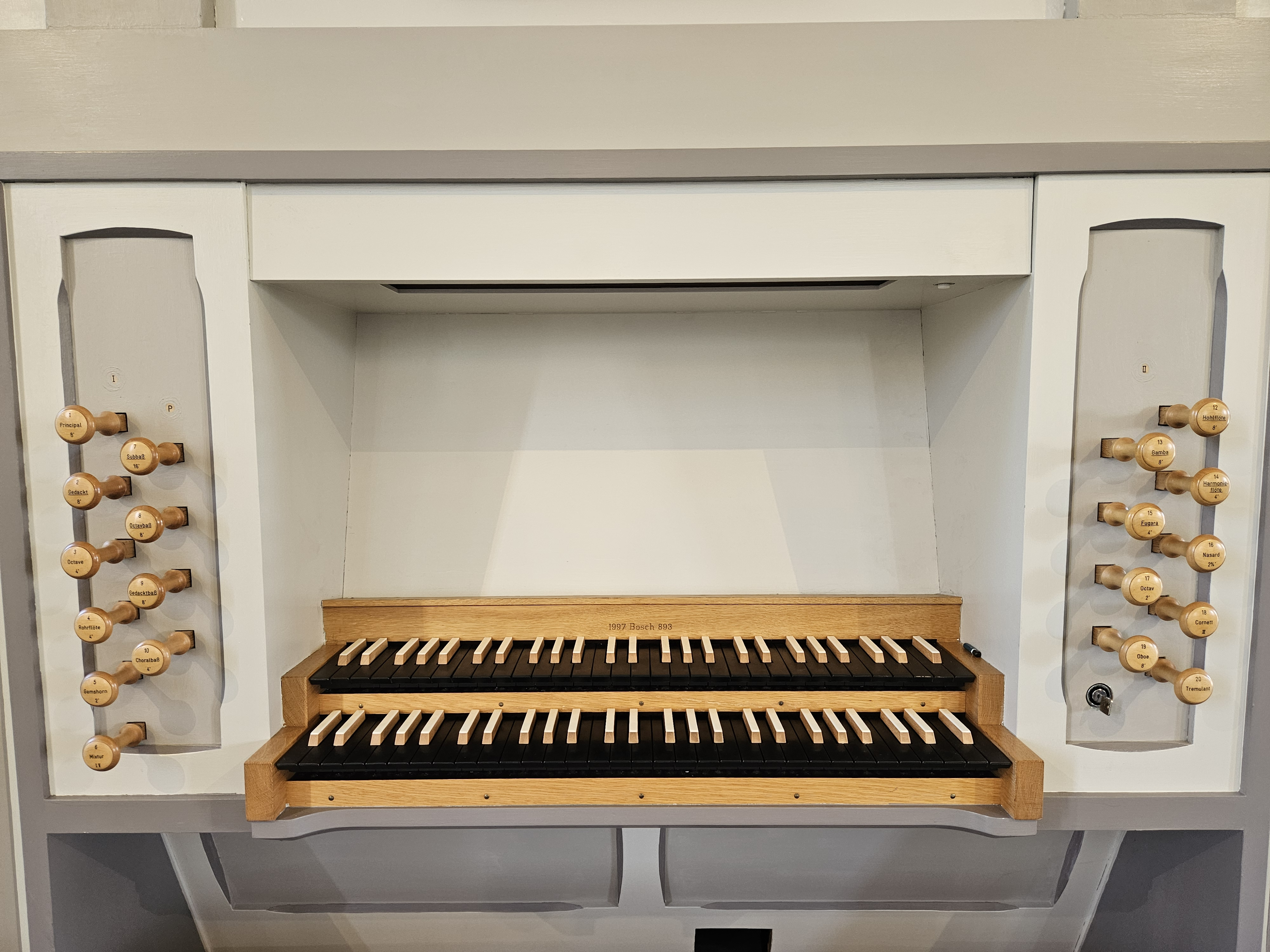
Spieltisch (2025)

| I Hauptwerk C–g3 |       |
| Principal        | 8′    |
| Gedackt          | 8′    |
| Octave           | 4′    |
| Rohrflöte        | 4′    |
| Gemshorn         | 2′    |
| Mixtur IV        | 1 ⁄3′ |

| II Schwellwerk C–g3 |       |
| Hohlflöte           | 8′    |
| Gamba               | 8′    |
| Fugara              | 4′    |
| Harmonieflöte       | 4′    |
| Nasard              | 2 ⁄3′ |
| Oktav               | 2′    |
| Cornett I-III       | 2 ⁄3′ |
| Oboe                | 8′    |
| Tremulant           |       |

| Pedal C–f1 |     |
| Subbaß     | 16′ |
| Oktavbaß   | 8′  |
| Gedacktbaß | 8′  |
| Choralbaß  | 4′  |

Koppeln: II/I, II/P, I/P

## Glocken
Im Turm der evangelischen Kirche in Sterbfritz befindet sich ein Geläut aus fünf Glocken mit der Tonfolge fis' – a' – d'' – e'' – fis''.
Die zweitgrößte Glocke wurde 1879 vom Bochumer Verein für Gussstahlfabrikation in Septimrippe aus Stahl gegossen und hängt bis heute an ihren originalen Armaturen. Im Jahr 1962 ergänzte der Heidelberger Glockengießer Friedrich Wilhelm Schilling das Geläut um vier Bronzeglocken. Die größte dieser Glocken wurde in mittelschwerer Rippe, die drei kleineren in schwerer Rippe gefertigt. Das Geläut ist klanglich ausgewogen und profitiert von der erhaltenen historischen Aufhängung

## Kirchengemeinde
Im Jahr 2014 fusionierte Sterbfritz mit insgesamt acht Kirchengemeinden (Oberzell, Züntersbach, Altengronau, Neuengronau, Marjoß, Jossa, Sterbfritz und Breunings) zur großen Evangelischen Christusgemeinde in Sinntal und Marjoß. Das Pfarrhaus der Pfarrstelle I befindet sich in Sterbfritz. Diese befindet sich in einem Kooperationsraum mit Mottgers, Weichersbach und Schwarzenfels